# 폴 블라트: 몰 캅 2
《폴 블라트: 몰 캅 2》(영어: Paul Blart: Mall Cop)는 2015년 공개된 미국의 액션 코미디 영화이다. 《폴 블라트: 몰 캅》(2009)의 속편이다.

## 줄거리
폴 블라트는 라스베이거스에서 열린 경비원 대회에 딸과 함께 참석하게 된다. 폴은 자신이 머물게 된 호텔에서 한 범죄자 집단이 호텔 내 미술 작품을 모조품과 바꿔치기하려고 음모를 꾸미고 있는 것을 알게 되고, 이를 저지하려고 한다.

## 출연
- 케빈 제임스 - 폴 블라트 역
- 레이니 로드리게스 - 마이아 블라트 역
- 닐 맥도너 - 빈센트 소플 역
- 데이비드 헨리 - 레인 역
- 대니엘라 알론소 - 디비나 마르티네스 역
- 로니 러브 - 도나 에리콘 역
- D. B. 우드사이드 - 로빈슨 역
- 에두아르도 베라스테기 - 에두아르도 푸르티요 역
- 니컬러스 터투로 - 닉 퍼네로 역
- 게리 밸런타인 - 솔 건더멋 역
- 로렌조 제임스 헨리 - 로렌조 역
- 빅 디비테토 - 지노 치제티 역
- 아나 개스타이어 - 건더멋 부인 역
- 셜리 데사이 - 칸 무비 역
- 셜리 나이트 - 마거릿 블라트 역
- 스티브 윈 - 본인 역
- 제이마 메이스 - 에이미 앤더슨 역

## 기타
- 의상: 제너비브 티럴